# Rumfordia alcortae
Rumfordia alcortae là một loài thực vật có hoa trong họ Cúc. Loài này được Rzed. miêu tả khoa học đầu tiên năm 1955.